# 克里基塔特縣
克里基塔特縣（英語：Klickitat County）是美国华盛顿州南部的一個縣，南隔哥倫比亞河與俄勒冈州相望，面積4,392平方公里。根據2020年美國人口普查，共有人口22,735人。縣治戈爾登代爾。該縣成立於1859年12月20日，縣名來自克里基塔特人（雅基馬人的一支）。